# Ken (poupée)
Pour les articles homonymes, voir Ken.
Ken est une poupée mannequin créée en 1961 et commercialisée par la société américaine Mattel. Il est le confident et petit ami de Barbie, rencontrée selon le monde imaginaire de Barbie, « pendant le tournage d'une publicité ». Cette poupée articulée de 30 cm possède comme Barbie son propre trousseau et ses accessoires. Cependant ses ventes restent largement en dessous de celles de la poupée vedette de Mattel.

## Histoire
Le 11 mars 1961, la poupée Ken est créée par Ruth Handler. Il est nommé d'après le fils biologique de cette dernière; Kenneth Handler, qui vient de fêter ses 18 ans.

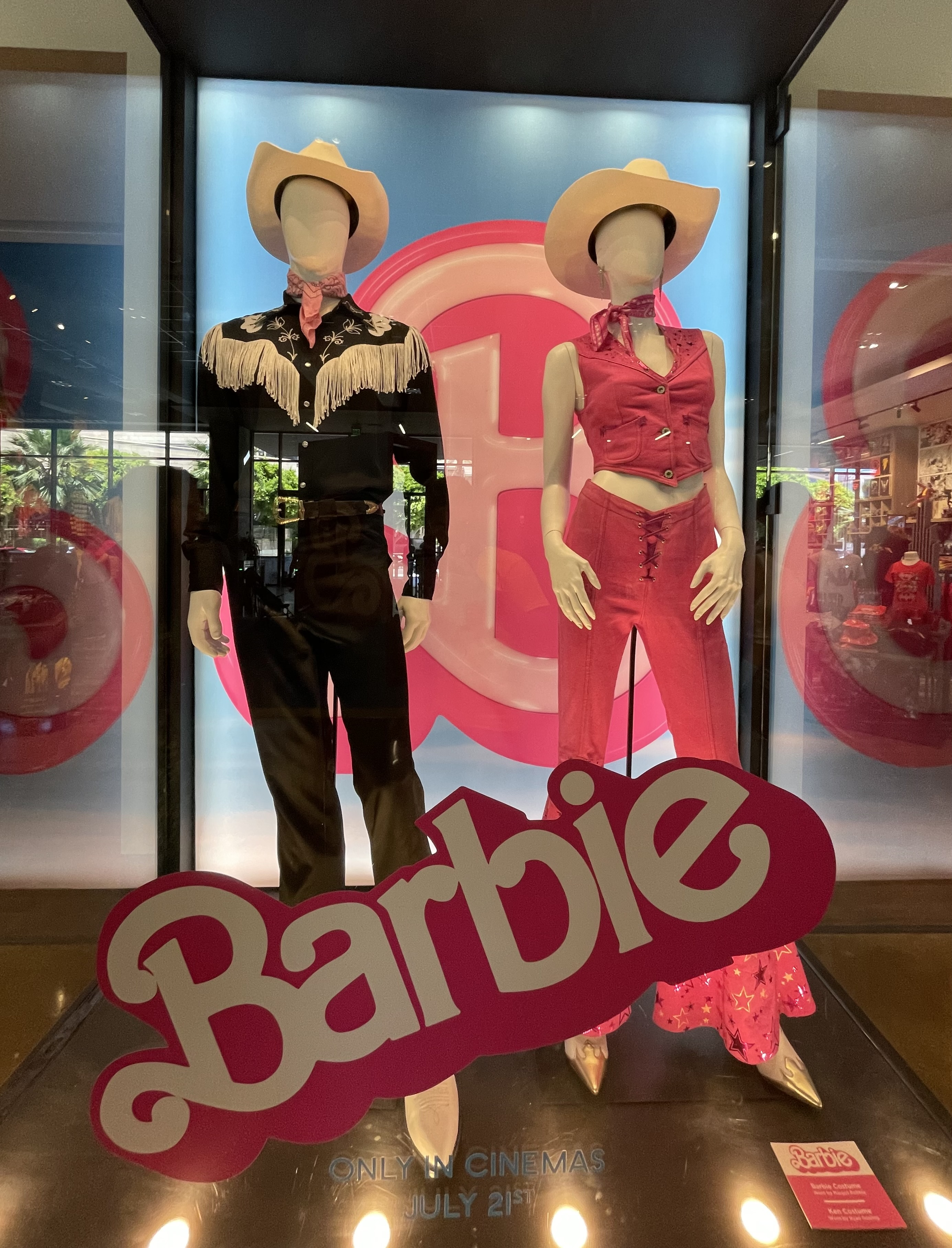
Costumes de Ken et Barbie portés par Ryan Gosling et Margot Robbie dans le film Barbie (2023) au Warner Bros. Studio Tour.

À sa sortie, le jouet Ken est plus vu comme un autre accessoire de Barbie que comme une véritable poupée à part entière,.
En 1982, le premier Ken afro-américain est mis en vente.
Dans les années 90, il se vend une poupée Ken pour 12 poupées Barbie.
En 2004, Mattel annonce dans un communiqué officiel la rupture de Barbie et Ken. Barbie se sépare de Ken et sort avec un autre personnage appelé Braine. La poupée Ken disparaît peu à peu des rayons jusqu'en 2010, où il réapparaît au côté de Barbie dans le film Toy Story 3,.
Comme Barbie, la poupée Ken se décline en plusieurs morphologies, visages et couleurs de peau afin d'être plus représentative comme par exemple la poupée Ken atteinte de vitiligo,.
En 2021, la marque de luxe Berluti s'associe avec Mattel et fait de Ken son égérie.
Avec la sortie du film Barbie de Greta Gerwig en 2023, de nouvelles poupées Barbie et Ken aux looks inspirés du film sont mises en vente,. Dans ce film, Ken est interprété par Ryan Gosling.

## Expositions
- Ken, 50 ans d'un modèle masculin, au musée de la Poupée à Paris du 24 mars au 18 septembre 2011[2].